# Championnat de Dominique de football 2001-2002
Navigation
Saison précédente Saison 2004-2005
La saison 2001-2002 du Championnat de Dominique de football est la cinquante-deuxième édition du championnat national en Dominique. Les dix équipes engagées sont réparties en deux poules de cinq, qui s'affrontent à deux reprises. Les trois meilleurs de chaque poule disputent ensuite la phase finale pour le titre.
C'est le club de Saint-Joseph FC qui remporte la compétition cette saison après avoir terminé en tête du classement final, ne devançant Zebians FC qu'à la différence de buts. Il s’agit du tout premier titre de champion de Dominique de l'histoire du club.

## Les clubs participants
- DCP Harlem Bombers
- Bombers FC - Promu de First Division
- Saint-Joseph FC
- Zebians FC
- Kensbro SC
- Potters SC
- Pointe-Michel FC
- Dublanc Strikers
- South East Combined
- Bluestars SC

## Compétition
Le barème de points servant à établir le classement se décompose ainsi :
- Victoire : 3 points
- Match nul : 1 point
- Défaite : 0 point

### Première phase
| Rang | Équipe           | Pts | J | G | N | P | Bp | Bc | Diff |
| ---- | ---------------- | --- | - | - | - | - | -- | -- | ---- |
| 1    | Harlem BombersT  | 24  | 8 | 8 | 0 | 0 | 27 | 7  | +20  |
| 2    | Dublanc Strikers | 15  | 8 | 5 | 0 | 3 | 24 | 9  | +15  |
| 3    | Bluestars SC     | 12  | 8 | 4 | 0 | 4 | 8  | 13 | -5   |
| 4    | Pointe-Michel FC | 9   | 8 | 3 | 0 | 5 | 22 | 26 | -4   |
| 5    | Potters SC       | 0   | 8 | 0 | 0 | 8 | 8  | 34 | -26  |

| Rang | Équipe              | Pts | J | G | N | P | Bp | Bc | Diff |
| ---- | ------------------- | --- | - | - | - | - | -- | -- | ---- |
| 1    | Zebians FC          | 20  | 8 | 6 | 2 | 0 | 17 | 9  | +8   |
| 2    | South East Combined | 13  | 8 | 4 | 1 | 3 | 14 | 10 | +4   |
| 3    | Saint-Joseph FC     | 10  | 8 | 3 | 1 | 4 | 11 | 11 | 0    |
| 4    | Bombers FCP         | 9   | 8 | 3 | 0 | 5 | 13 | 16 | -3   |
| 5    | Kensbro SC          | 6   | 8 | 2 | 0 | 6 | 9  | 18 | -9   |

|  | Qualification pour la poule finale              |
|  | T : Tenant du titre P : Promu de First Division |

- La raison du remplacement de Dublanc Strikers par Pointe Michel FC n'est pas connue.

### Poule finale
| Rang | Équipe              | Pts | J | G | N | P | Bp | Bc | Diff |
| ---- | ------------------- | --- | - | - | - | - | -- | -- | ---- |
| 1    | Saint-Joseph FC     | 12  | 5 | 4 | 0 | 1 | 13 | 6  | +7   |
| 2    | Zebians FC          | 12  | 5 | 4 | 0 | 1 | 10 | 4  | +6   |
| 3    | Harlem BombersT     | 10  | 5 | 3 | 1 | 1 | 14 | 3  | +11  |
| 4    | South East Combined | 4   | 5 | 1 | 1 | 3 | 12 | 10 | +2   |
| 5    | Pointe-Michel FC    | 4   | 5 | 1 | 1 | 3 | 3  | 18 | -15  |
| 6    | Bluestars SC        | 1   | 5 | 0 | 1 | 4 | 1  | 12 | -11  |

|  | Qualification pour la CFU Club Championship 2002 |
|  | T : Tenant du titre                              |

## Bilan de la saison
| Championnat de Dominique de football 2001-2002 |                             |
| Champion                                       | Saint-Joseph FC (1er titre) |
| Coupes et trophées                             |                             |
| Vainqueur de la Coupe de Dominique 2001-2002   | Zebians FC                  |
| Qualifications continentales                   |                             |
| CFU Club Championship 2002                     | Saint-Joseph FC             |
| Promotions et relégations                      |                             |
| Promus en National Premier League              | Inconnu                     |
| Relégués                                       | Inconnu                     |